# Ministro degli affari esteri della Repubblica di Turchia
Il ministro degli affari esteri della Repubblica di Turchia è il ministro a capo del Ministero degli affari esteri della Turchia ed è un membro del Governo della Turchia.
Le questioni riguardanti l'adesione della Turchia all'Unione europea sono delegate al ministro per gli affari europei.
Di seguito l'elenco dei Ministri degli esteri della Repubblica di Turchia.
| Immagine | Nome                      | Inizio mandato    | Fine mandato     | Partito                                |
|          | Bekir Sami Kunduh         | 1920              | 1921             | Nessun partito                         |
|          | Ahmet Muhtar Mollaoğlu    | 1921              | 1921             | Nessun partito                         |
|          | Yusuf Kemal Tengirşenk    | 1921              | 1922             | Nessun partito                         |
|          | İsmet İnönü               | 1922              | 1924             | Partito Popolare Repubblicano          |
|          | Şükrü Kaya                | 1924              | 1925             | Partito Popolare Repubblicano          |
|          | Tevfik Rüştü Aras         | 1925              | 1938             | Partito Popolare Repubblicano          |
|          | Şükrü Saracoğlu           | 1938              | 1942             | Partito Popolare Repubblicano          |
|          | Numan Menemencioğlu       | 1942              | 1944             | Partito Popolare Repubblicano          |
|          | Hasan Saka                | 1944              | 1947             | Partito Popolare Repubblicano          |
|          | Necmettin Sadak           | 1947              | 1950             | Partito Popolare Repubblicano          |
|          | Mehmet Fuat Köprülü       | 1950              | 1955             | Partito Democratico                    |
|          | Adnan Menderes            | 1955              | 1955             | Partito Democratico                    |
|          | Fatin Rüştü Zorlu         | 1955              | 1955             | Partito Democratico                    |
|          | Mehmet Fuat Köprülü       | 1955              | 1956             | Partito Democratico                    |
|          | Ethem Menderes            | 1956              | 1957             | Partito Democratico                    |
|          | Fatin Rüştü Zorlu         | 1957              | 1960             | Partito Democratico                    |
|          | Selim Rauf Sarper         | 1960              | 1962             | Nessun partito                         |
|          | Feridun Cemal Erkin       | 1962              | 1965             | Nessun partito                         |
|          | Hasan Esat Işık           | 1965              | 1965             | Nessun partito                         |
|          | İhsan Sabri Çağlayangil   | 1965              | 1971             | Partito della Giustizia                |
|          | Osman Esim Olcay          | 1971              | 1971             | Nessun partito                         |
|          | Ümit Haluk Bayülken       | 1971              | 1974             | Nessun partito                         |
|          | Turan Güneş               | 1974              | 1974             | Partito Popolare Repubblicano          |
|          | Melih Rauf Esenbel        | 1974              | 1975             | Nessun partito                         |
|          | İhsan Sabri Çağlayangil   | 1975              | 1977             | Partito della Giustizia                |
|          | Ahmet Gündüz Ökçün        | 1977              | 1977             | Partito Popolare Repubblicano          |
|          | İhsan Sabri Çağlayangil   | 1977              | 1978             | Partito della Giustizia                |
|          | Ahmet Gündüz Ökçün        | 1978              | 1979             | Partito Popolare Repubblicano          |
|          | Hayrettin Erkmen          | 12 novembre 1979  | 5 settembre 1980 | Partito della Giustizia                |
|          | Ertuğrul Ekrem Ceyhun     | 1980              | 1980             | Partito della Giustizia                |
|          | İlter Türkmen             | 21 settembre 1980 | 24 ottobre 1983  | Nessun partito                         |
|          | Vahit Melih Halefoğlu     | 13 dicembre 1983  | 21 dicembre 1987 | Partito della Madrepatria              |
|          | Ahmet Mesut Yılmaz        | 22 dicembre 1987  | 20 febbraio 1990 | Partito della Madrepatria              |
|          | Ali Hüsrev Bozer          | 22 febbraio 1990  | 12 ottobre 1990  | Partito della Madrepatria              |
|          | Ahmet Kurtcebe Alptemoçin | 10 ottobre 1990   | 23 giugno 1991   | Partito della Madrepatria              |
|          | İsmail Safa Giray         | 23 giugno 1991    | 21 novembre 1991 | Partito della Madrepatria              |
|          | Hikmet Çetin              | 21 novembre 1991  | 27 luglio 1994   | Partito Socialdemocratico              |
|          | Mümtaz Soysal             | 27 luglio 1994    | 28 novembre 1994 | Partito Socialdemocratico              |
|          | Murat Karayalçın          | 12 dicembre 1994  | 27 March 1995    | Partito Socialdemocratico              |
|          | Erdal İnönü               | 27 marzo 1995     | 6 ottobre 1995   | Partito Popolare Repubblicano          |
|          | Coşkun Kırca              | 6 ottobre 1995    | 31 ottobre 1995  | Partito Democratico                    |
|          | Deniz Baykal              | 31 ottobre 1995   | 6 marzo 1996     | Partito Popolare Repubblicano          |
|          | Emre Gönensay             | 6 marzo 1996      | 28 giugno 1996   | Partito Democratico                    |
|          | Tansu Çiller              | 28 giugno 1996    | 30 giugno 1997   | Partito Democratico                    |
|          | İsmail Cem                | 30 giugno 1997    | 11 luglio 2002   | Partito della Sinistra Democratica     |
|          | Şükrü Sina Gürel          | 12 luglio 2002    | 18 novembre 2002 | Partito della Sinistra Democratica     |
|          | Yaşar Yakış               | 18 novembre 2002  | 14 marzo 2003    | Partito per la Giustizia e lo Sviluppo |
|          | Abdullah Gül              | 14 marzo 2003     | 28 agosto 2007   | Partito per la Giustizia e lo Sviluppo |
|          | Ali Babacan               | 29 agosto 2007    | 1º maggio 2009   | Partito per la Giustizia e lo Sviluppo |
|          | Ahmet Davutoğlu           | 1º maggio 2009    | 29 agosto 2014   | Partito per la Giustizia e lo Sviluppo |
|          | Mevlüt Çavuşoğlu          | 29 agosto 2014    | 28 agosto 2015   | Partito per la Giustizia e lo Sviluppo |
|          | Feridun Sinirlioğlu       | 28 agosto 2015    | 24 novembre 2015 | Indipendente                           |
|          | Mevlüt Çavuşoğlu          | 24 novembre 2015  | 5 giugno 2023    | Partito per la Giustizia e lo Sviluppo |
|          | Hakan Fidan               | 5 giugno 2023     | in carica        | Partito per la Giustizia e lo Sviluppo |